# 薛崇
薛崇（826年—877年9月25日），字愚山，唐朝官员。

## 生平
曾祖薛琳，撫州别駕，娶京兆韋氏；祖薛技，試評事，娶京兆杜氏；父薛公甫，昭應令，娶滎陽鄭氏，贈晉國太夫人。
薛崇生四歲，連喪父吏部公与母晉國太夫人，長養於季父侍御史薛貫、叔母韋氏。年十五，与兄薛鐇同明經第。舉進士時，史官杜牧見其所作《續儒行篇》，大為稱歎。明年，升上第。杜牧任湖州刺史，請為幕府從事。歲餘罷歸，一舉登博學宏詞科，擬秘書省正字。吏部侍郎崔瑶出任潼關防禦使，請任幕職，除四門博士、集賢校理。崔瑶移任鄂岳觀察使，奏試大理評事、鄂岳觀察判官。張毅夫代任鄂岳，復為張奏留。李穜為御史中丞，取為監察御史，歷任殿中侍御史、侍御史、右司员外郎。出為安州刺史，入為兵部员外郎。
唐懿宗咸通八年（867年）十月，懿宗以中书舍人刘允章权知礼部贡举，以吏部侍郎卢匡、吏部侍郎李蔚、兵部员外郎薛崇、司勋员外郎崔殷梦考吏部宏词选人。移職方郎中，遷兵部郎中。
十年（869年）九月，懿宗平定徐州庞勋之乱，下诏遣右散骑常侍刘异、兵部郎中薛崇前往徐州宣抚。歸朝後，以其熟悉徐事，即授右常待、徐宿團練觀察使。加撿挍禮部尚書，尋加徐之軍号為節度使。為節度使凡四年，徵為給事中，遷尚書右丞，拜御史中丞。出為检校户部尚書、天平軍節度使。
唐僖宗乾符二年（875年）六月，民变首领王仙芝及其党尚君长攻陷濮州、曹州，众至数万。薛崇时任天平军节度使，出兵击之，为王仙芝所败。四年（877年）二月或三月，变军首领黄巢拥兵万人，攻陷天平军军部郓州，驱逐薛崇，一作杀之。墓誌則记載“属連歲凶荒，囷廪不實，討賊徵兵，無少休息。公筭口具食，計日受俸，盡以其己之所藏贍于軍士。三拜章乞退，不報。疾暴發，利下血，藥不能止。乾符四年（877）八月十五日薨于鄆之官舍，享年五十二。”即其系病死于官舍，其去世时郓州尚未失守。
夫人鉅鹿魏氏，封郡君，相國魏扶之女。一子曰慎獨（866年生），一女曰堅娘。
有堂弟薛岳所撰《唐故天平军恽曹濮等州观察处置等使中大夫检校户部尚书兼恽州刺史御史大夫河东县开国男食邑三百户赐紫金鱼袋赠吏部尚书薛公墓志铭》。

## 评价
- 《北梦琐言》：至如越州崔璆、湖南崔瑾、福建韦岫、郓州蔡崇（应为薛崇）、徐方支详、许昌薛能、河中李都窦潏、凤翔徐彦若，狼狈恐惧，求免不暇。